# اتیل‌بنزودی‌اکسولیل‌پنتان‌آمین
اتیل‌بنزودی‌اکسولیل‌پنتان‌آمین (به انگلیسی: Ethylbenzodioxolylpentanamine) با فرمول شیمیایی C۱۴H۲۱NO۲ یک ترکیب شیمیایی است. که جرم مولی آن ۲۳۵٫۳۳ g/mol می‌باشد.